# Klejnárka
La Klejnárka est une rivière de Tchéquie de 40 km de long. Elle est un affluent de l'Elbe.